# InterCityExpress
InterCityExpress (kratica ICE) je omrežje hitrih vlakov v Nemčiji in nekaterih sosednjih državah, storitev najvišjega ranga železniškega prevoznika Deutsche Bahn. Vključuje preko 250 vlakov v treh serijah, ki so prepoznavni po svoji aerodinamični obliki in svetlo sivi barvi z rdečo vzdolžno črto po obeh straneh. Vlake najnovejše serije ICE 3 izdeluje konzorcij pod vodstvom podjetij Siemens in Bombardier.
Omrežje prog za razliko od japonskega sistema Šinkansen ni bilo v celoti zgrajeno na novo v ta namen, temveč vlaki vozijo po obstoječih progah nemškega železniškega omrežja, zato nikjer v Nemčiji ne morejo doseči svoje najvišje hitrosti 330 km/h in le na redkih odsekih vozijo s hitrostjo 300 km/h. Prva železniška proga, po kateri je vozil ICE, je bila proga Hannover - Würzburg. Prvi vlak je začel voziti med tema mestoma leta 1991.